# چورول
چورول (به بلغاری: Chorul) یک منطقهٔ مسکونی در بلغارستان است که در استان صوفیه واقع شده‌است.